# (236746) Chareslindos
(236746) Chareslindos est un astéroïde de la ceinture principale.

## Description
(236746) Chareslindos est un astéroïde de la ceinture principale. Il fut découvert le 8 juin 2007 à Vallemare Borbona par Vincenzo Silvano Casulli. Il présente une orbite caractérisée par un demi-grand axe de 2,37 UA, une excentricité de 0,11 et une inclinaison de 6,9° par rapport à l'écliptique.